# Castello di Monte Cucco

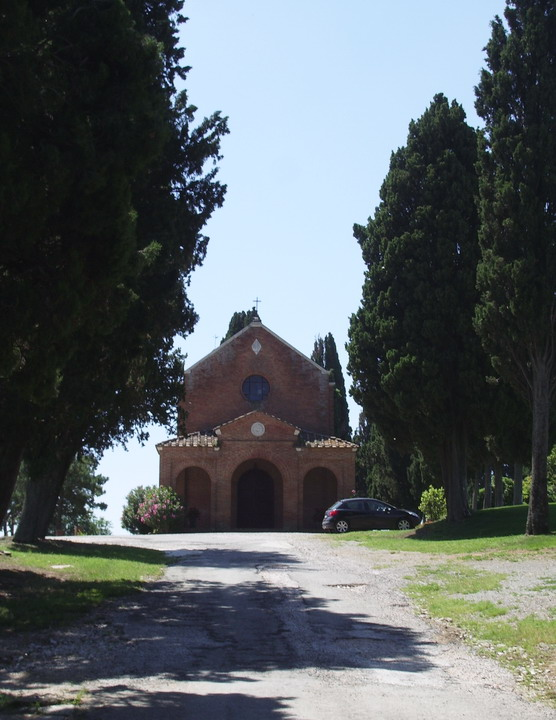
La Cappella di Sant'Antonio abate

Il castello di Monte Cucco si trova nel comune di Cinigiano (GR), su un'altura a sud di Poggi del Sasso, nell'area sud-occidentale del territorio comunale di appartenenza.

## Storia
L'antico castello venne edificato dopo l'anno mille e fu possesso dell'abbazia di San Salvatore al Monte Amiata.
Il periodo di massimo splendore della struttura fu nel corso del Duecento sotto l'influenza di Siena. Tuttavia, nel corso dei secoli successivi furono ritenuti più strategici i vicini castelli di Colle Massari e di Vicarello ed il complesso andò incontro ad una fase di declino.
Una volta ceduta la proprietà a signori locali, il castello oramai in condizioni precarie, fu demolito per lasciare posto al complesso rurale che venne costruito impiegando il materiale di recupero dell'antica struttura castellana.

## Descrizione
L'attuale Tenuta di Monte Cucco, sede dell'omonima azienda agricola che ha conferito la denominazione al vino prodotto nella zona, è costituita da una serie di edifici rurali che furono costruiti riciclando i materiali medievali dell'antico castello.
I vari fabbricati si caratterizzano per le strutture murarie completamente rivestite in pietra e si dispongono attorno ad un cortile dove sorge una piccola chiesa, la Cappella di Sant'Antonio abate a Montecucco, risalente al XIX secolo.